# Křížová cesta (Česká Lípa)
Zaniklá Křížová cesta v České Lípě se nacházela na západním okraji města na Holém vrchu (původně Křížový vrch).

## Historie
Křížová cesta byla založena koncem 19. století a vedla k bývalému poutnímu místu. První zastavení se nacházelo poblíž nemocnice. Po výstavbě nedaleké železnice, zprovozněné roku 1872, cesta zanikla.

### Kaple svaté Trojice
Na počátku 18. století se na vrchu usadili poustevníci, kteří byli povinni sloužit při mši v kostele Narození Panny Marie. Kapli zde pak nechal z vděčnosti postavit barvíř Gabriel Patz, který u poustevníků přečkal s celou svou rodinou karanténu při morové epidemii roku 1713.
Roku 1720 byla stavba kaple dokončena a zasvěcena byla svaté Trojici. Její rozměry byly 6 x 5 metrů (10 na 8 loket). Josefínské reformy kapli (1785) i poustevnu (1782) zrušily. Roku 1814 pak při pořádání svatojanských ohňů byla stavba nešťastnou náhodou zapálena a shořela. Na zbytcích zdí 20. dubna 1885 započala výstavba hostince. Rovněž hostinec se později změnil v ruinu.